# سان سبریان د کامپس
سان سبریان د کامپس (به اسپانیایی: San Cebrián de Campos) یک شهرستان در اسپانیا است که در استان پالنسیا واقع شده‌است.

## خصوصیات
سان سبریان د کامپس ۳۲ کیلومترمربع مساحت و ۴۷۱ نفر جمعیت دارد.